# نيكولاس فرنانديز (لاعب كرة قدم)
نيكولاس فرنانديز (بالإسبانية: Nicolás Fernández)‏ هو لاعب كرة قدم تشيلي في مركز الدفاع، ولد في 3 أغسطس 1999 في تشيلي. لعب مع أوداكس إيتاليانو.

## وصلات خارجية
- نيكولاس فرنانديز على موقع قاعدة بيانات كرة القدم.إي يو (الإنجليزية)
- نيكولاس فرنانديز على موقع ناشيونال فوتبول تيمز (الإنجليزية)
- نيكولاس فرنانديز على موقع Soccerway.com (الإنجليزية)
- نيكولاس فرنانديز على موقع عالم كرة القدم.نت (الإنجليزية)